# قيو جيان تشياو
قيو جيان تشياو ( مواليد 20 يوليو 1986) هو لاعب كرة قدم صيني يلعب حارس مرمى مع نادي كيتشي في دوري هونغ كونغ الممتاز.

## روابط خارجية
- قيو جيان تشياو  على سكروي